# 圆齿亚东杨
圆齿亚东杨（学名：Populus yatungensis var. crenata）为杨柳科杨属下的一个变种。

## 扩展阅读
- 維基物種上的相關：圆齿亚东杨